# Jean François Coste
Pour les articles homonymes, voir Coste et Jean-François Coste (homonymie).
Jean François Coste, né le 4 juin 1741 à Villes (France) et mort le 8 novembre 1819 à Paris (France), est un médecin militaire et homme politique Français.

## Biographie
Jean-François Coste est né en 1741 d'un père qui exerçait l'art de guérir. Après avoir fait avec succès ses premières études à Belley, puis au petit séminaire de Lyon, le jeune Coste se décida à embrasser la profession de son père et, afin de rendre son instruction plus complète, il partit pour Paris, où il profita des leçons des professeurs renommés de cette époque, tels qu'Astruc, Rouelle, Jussieu, Antoine Petit. Les épreuves pour obtenir à Paris le titre de docteur étant alors très onéreuses, les moyens de Coste ne pouvaient y suffire. Muni de connaissances solides, il se rendit à Valence, et c’est dans cette ville qu'il acquit le doctorat avant de retourner dans son pays natal. 
L'occasion d'exercer ses talents ne se fit pas attendre. Une épidémie alarmante s'étant répandue dans la contrée, le jeune Coste vola au secours des malades et leur prodigua ses soins avec un zèle et un dévouement qui furent couronnés de succès. Des confins de Bugey et du pays de Gex, l'épidémie s'était propagée jusqu'à Ferney, habité alors par Voltaire celui-ci, ayant appris que quelques-uns de ses colons devaient leur rétablissement aux soins de Coste, et que, de plus, ce médecin était moins étranger à la culture des lettres que ne le sont ordinairement les docteurs de campagne, désira le voir, et lui fit un accueil plein d'estime et de bienveillance. Lorsque, à l'occasion des troubles de Genève, il s'agit d'établir à Versoix un hôpital militaire pour les troupes envoyées sur cette frontière, Coste demanda la place de médecin de cet hôpital, et l'obtint à la recommandation de Voltaire, qui écrivit au duc de Choiseul une lettre intitulée : Requête de l'ermite de Ferney, présentée par M. Coste, médecin. Cette lettre est du mois d'août 1769, et se trouve imprimée dans la correspondance de Voltaire. En 1772, Coste passa à l'hôpital militaire de Nancy. Cette ville présentait à cette époque quelques quartiers peu salubres et, dans l'intention de remédier à cet inconvénient, l'académie de Nancy avait mis au concours cette question d'insalubrité. 
Coste traita habilement ce sujet, et son mémoire fut couronné en 1773. Ami du soldat, au détriment duquel se commettaient certaines dilapidations à l'hôpital militaire, Coste signala au gouvernement les vices de cette administration, mais ses justes plaintes n'ayant pas été écoutées, il donna sa démission, alla passer quelque temps à Bouillon, puis fut envoyé à l'hôpital militaire de Calais. La guerre d'Amérique ne tarda pas à lui ouvrir une plus vaste carrière : il fut nommé médecin en chef de l'armée envoyée aux États-Unis sous les ordres de Rochambeau. Dans ce poste important, Coste déploya des talents, une activité, un dévouement, qui lui valurent l'estime de Washington, l'amitié de Franklin et l'adoption par la plupart des universités américaines. Revenu en France, en 1783, il reçut, en récompense de ses services, une pension de 3 000 livres.
L'année suivante, il fut nommé médecin consultant des camps et armées du roi, et appelé à Versailles, aux bureaux de la guerre, pour être chargé de la correspondance avec les officiers de santé militaires. Il devint successivement inspecteur des hôpitaux de l'Ouest ; en 1788, premier médecin du camp de Saint-Omer, commandé par le prince de Condé, et membre du conseil de santé des armées. Élu maire de Versailles en par ses concitoyens et la volonté du roi, Coste remplit avec courage et dévouement des fonctions si périlleuses à cette époque. « On n'oubliera jamais, a dit Broussais, le jour où cet intrépide magistrat, placé seul entre une armée et une population également soulevées, contint l'une et l'autre par sa fermeté invincible, et lit revivre, dans des temps plus difficiles, le grand caractère du président Molé. »
Après avoir lutté pendant deux ans contre la tempête, et affronté mille dangers, Coste quitta une place où il ne pouvait plus ni faire le bien, ni empêcher le mal. Depuis lors, il entra constamment dans la composition de tous les conseils de santé militaire près du ministre de la guerre ; car on ne doit pas tenir compte de la destitution prononcée contre lui sous le régime de la terreur, puisque la Convention effaça, autant qu'il dépendait d'elle, le souvenir de cette injuste proscription, en décidant, par une loi, qu'il n'y aurait point d'interruption dans ses services. 
En 1796, Coste fut nommé par le Directoire médecin en chef de l'hôtel des Invalides, et il vécut tranquille dans cet asile de vétérans jusqu'en 1803, époque où il fut encore arraché au repos pour aller remplir les fonctions de médecin en chef de l'armée des côtes, puis de la Grande Armée, avec laquelle il fit les campagnes d'Austerlitz, d'Iéna et d'Eylau. Les fatigues et les privations qu'il éprouva en Pologne, jointes à l'accumulation des années, portèrent le trouble dans sa santé, et déterminèrent une affection nostalgique, qui lui fit solliciter l'autorisation de rentrer en France. Après l'avoir obtenue, il revint au milieu de sa famille et des invalides reprendre ses anciennes habitudes, sa tranquillité morale et sa santé première.
En 1814, Louis XVIII le nomma commandeur de la Légion d'honneur, dont il était déjà officier, puis chevalier de Saint-Michel. En 1815, il fit partie de la commission qui fut chargée de rendre compte au roi de l'état de l'enseignement de la médecine et de la chirurgie en France, et qui se sépara sans rien décider, parce qu'elle s'aperçut que, sous l'apparence de réformes, qui sans doute étaient nécessaires, se cachaient quelques prétentions privées et des modifications peu avantageuses à l'art de guérir. Coste vécut exempt d'infirmités jusqu'au 8 novembre où il termina sa carrière dans sa 79e année, après une affection de poitrine qui ne dura que six jours.

## Publications
- Lettre à M. Joly sur l'épidémie de Colonges au pays de Gex, Gex, 1763, in-8°.
- Éloge de M. Pierrot, membre de l'académie de chirurgie, Nancy, 1773, in-8° ;
- Essai sur les moyens d'améliorer la salubrité du séjour de Nancy, couronné par l'Académie de cette ville, Nancy, 1774 in-8°.
- Du genre de philosophie propre à l'étude et à la pratique de la médecine, Nancy, 1774, in-8°.
- Des avantages de la philosophie relativement aux belles-lettres, Nancy, in-8°.Ce mémoire fut composé pour répondre à un écrivain morose, qui avait accusé là philosophie d'avoir avili la littérature. Coste n'eut pas de peine à réfuter un tel paradoxe, et il prouva par les faits qu'en tout temps l'influence de l'esprit philosophique a été favorable à la culture des lettres. Mais, pour bien s'entendre sur la valeur et le sens des mots, il définit la philosophie : « La raison cultivée, amenée au point de perfection dont la faiblesse humaine est susceptible, et appliquée aux moyens de rendre les hommes heureux par la pratique de toutes les vertus, la connaissance des biens et la jouissance des plaisirs que le Créateur a mis à leur disposition ; enfin une force de raison, qui fait penser, dire et faire de grandes choses. »
- Œuvres du docteur Mead, traduites de l'anglais et du latin, Bouillon, vol. in-8°, avec-un discours préliminaire et des notes du traducteur.
- Éloge de M. Cupers, Nancy , 1775, in-8°.Il s’agit de Marcellin Cupers.
- Physiologie des corps organisés, traduite du latin du botaniste Necker, Bouillon, in-8°.
- Quatre lettres à M. Paulet, pour servir de réponse au factum de celui-ci, Cantorbéry, in-8°.Discussion critique dans laquelle Coste déploya beaucoup d'érudition, en faveur du docteur Mead, violemment attaqué par Paulet.
- Essai botanique, chimique et pharmaceutique sur la substitution des substances indigènes aux exotiques, Nancy, 1776, in-8° ; 2e édition, Paris, in-8°.Cet ouvrage, rédigé de concert avec Willemet, fut couronné par l'Académie de Lyon.
- (la) Compendium pharmaceuticum militaribus Gallorum nosocomiis in orbe novo boreali adscriptum, Newport, 1780, in-12.
- Mémoire sur l'asphyxie, composé sur la demande de la société humaine de Philadelphie, à l'ambassadeur de France, traduit en anglais, Philadelphie, 1780, in-8°.
- De antiqua medica philosophia orbi novo adaptanda, Leyde, 1783, in-8°.Dans ce discours que Coste prononça le 12 juin 1782, au Capitule de Williamsbourg, à une séance solennelle de l'université de Virginie, pour son agrégation à cette société, il recommande une médecine mâle, philosophique, simple, telle qu'elle convient à des hommes libres, et il entend par là la médecine hippocratique, fondée sur l'expérience jointe au raisonnement.
- Du service des hôpitaux militaires ramené aux vrais principes, Paris, 1790, in-8°.Coste s'y élève avec force contre le mauvais système des infirmeries régimentaires et la suppression des hôpitaux militaires permanents.
- Vues générales sur les cours d'instruction dans les hôpitaux militaires, Paris, 1796, in-8°.
- Avis sur les moyens de conserver et de rétablir la santé des troupes à l'armée d'Italie, Paris, 1796, in-8°.
- Notice sur les officiers de santé de la Grande Armée morts en Allemagne depuis le Ier vendémiaire an 14 jusqu'au 1er février 1806, Augsbourg, 1806, in-8°.
- De la santé des troupes, Augsbourg, 1806, in-12 (avec Percy). Coste a aussi rédigé l'article Hôpital dans le Dictionnaire des sciences médicales.

Son éloge a été prononcé dans les hôpitaux militaires d'instruction de Paris, Lille, Metz et Strasbourg, par Broussais, Vaidy, Willaume et Brassier : un seul de ces éloges devant être publié dans les Mémoires de médecine, chirurgie et pharmacie militaires, la préférence a été donnée à l’éloge que Willaume prononça le 9 novembre 1820, dans la séance pour la distribution des prix à l'hôpital militaire d'instruction de Metz, parce qu’il fut jugé le plus complet.